# Шестакова, Дарья Станиславовна
Дарья Станиславовна Шестакова, в девичестве Бобкова (родилась 16 февраля 1996) — российская регбистка, игрок клуба ЦСКА. Чемпионка Европы по регби-7 2016, 2017, 2018, 2019 и 2021 годов, бронзовый призёр чемпионата Европы по регби-15 2015 года. Мастер спорта России международного класса, Заслуженный мастер спорта России.

## Биография

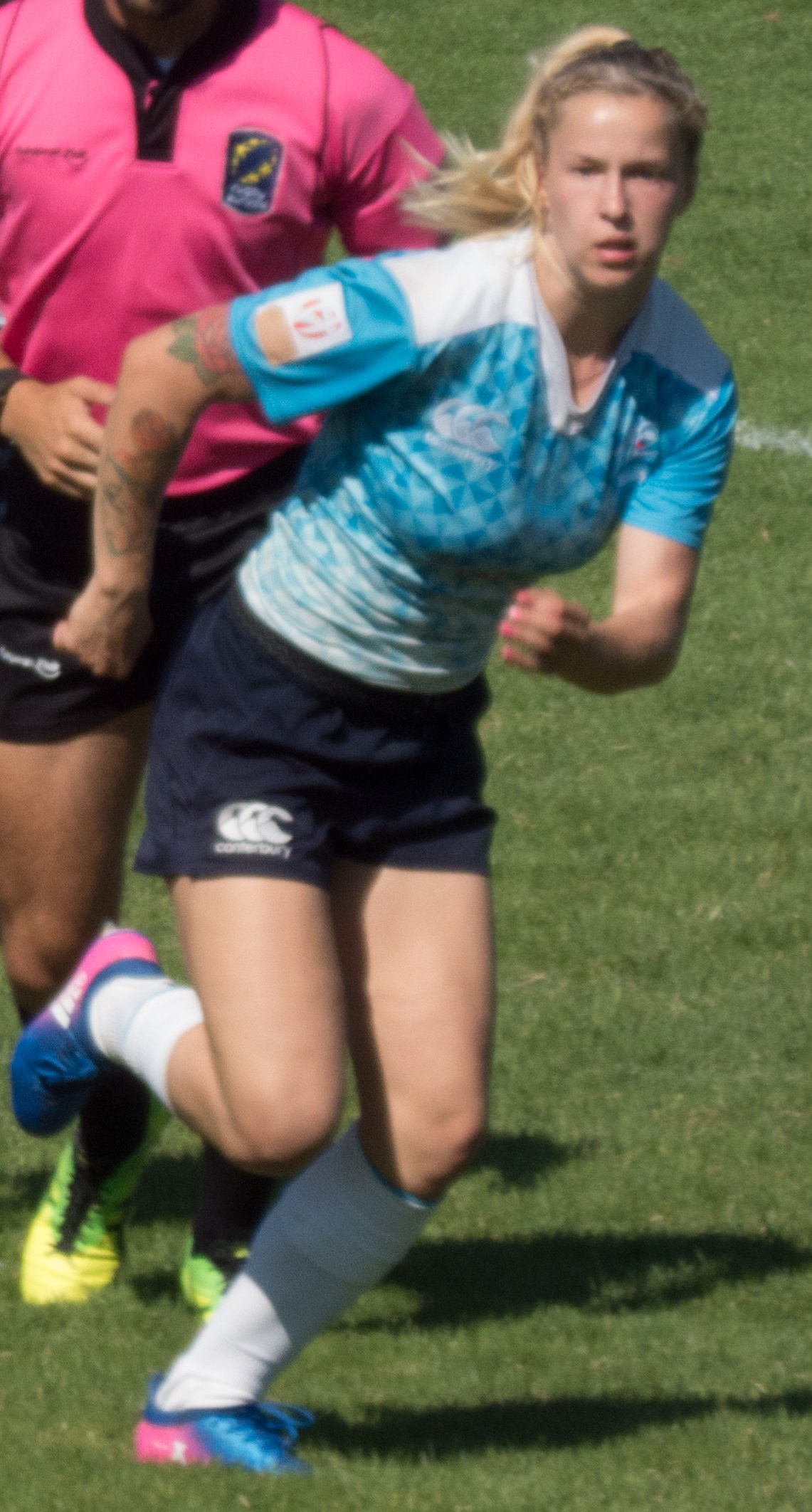
Дарья Шестакова в финальном матче против Франции на этапе чемпионата Европы по регби-7 2017 года во французском Мальморе

Родилась в Ужгороде, позже переехала в Челябинск. Училась в школе № 138, одним из её одноклассников был баскетболист Кирилл Писклов (серебряный призёр летних Олимпийских игр 2020 в баскетболе 3x3). Дарья занималась лёгкой атлетикой (прыжки с шестом) и стала кандидатом в мастера спорта, но позже занялась регби. Выступала до 2019 года за клуб «РГУТИС-Подмосковье», позже стала игроком столичного ЦСКА. Выступает за сборную России по регби-7, неоднократная участница этапов Мировой серии по регби-7: выигрывала бронзовые медали этапа в Дубае в ноябре-декабре 2017 года.
В 2021 году выступила на обоих этапах чемпионата Европы по регби-7 в Лиссабоне и Москве, выиграв пятый титул чемпионки Европы в карьере. В июле того же года включена в заявку команды ОКР на Олимпиаду в Токио.

## Семья
Сестра — Арина Быстрова, также регбистка, вместе с Дарьей становилась чемпионкой Европы 2016 и 2017 годов в составе сборной России по регби-7.
Дарья занимается благотворительной деятельностью: 20 сентября 2017 года участвовала в празднике для детей-пациентов ННПЦ детской гематологии, онкологии и иммунологии имени Дмитрия Рогачева, организованном фондом «Футболка дарит жизнь».